# Karl Heinz Borck
Karl Heinz Borck (* 3. März 1923 in Riga; † 1. Mai 2009) war ein deutscher Germanist.

## Leben

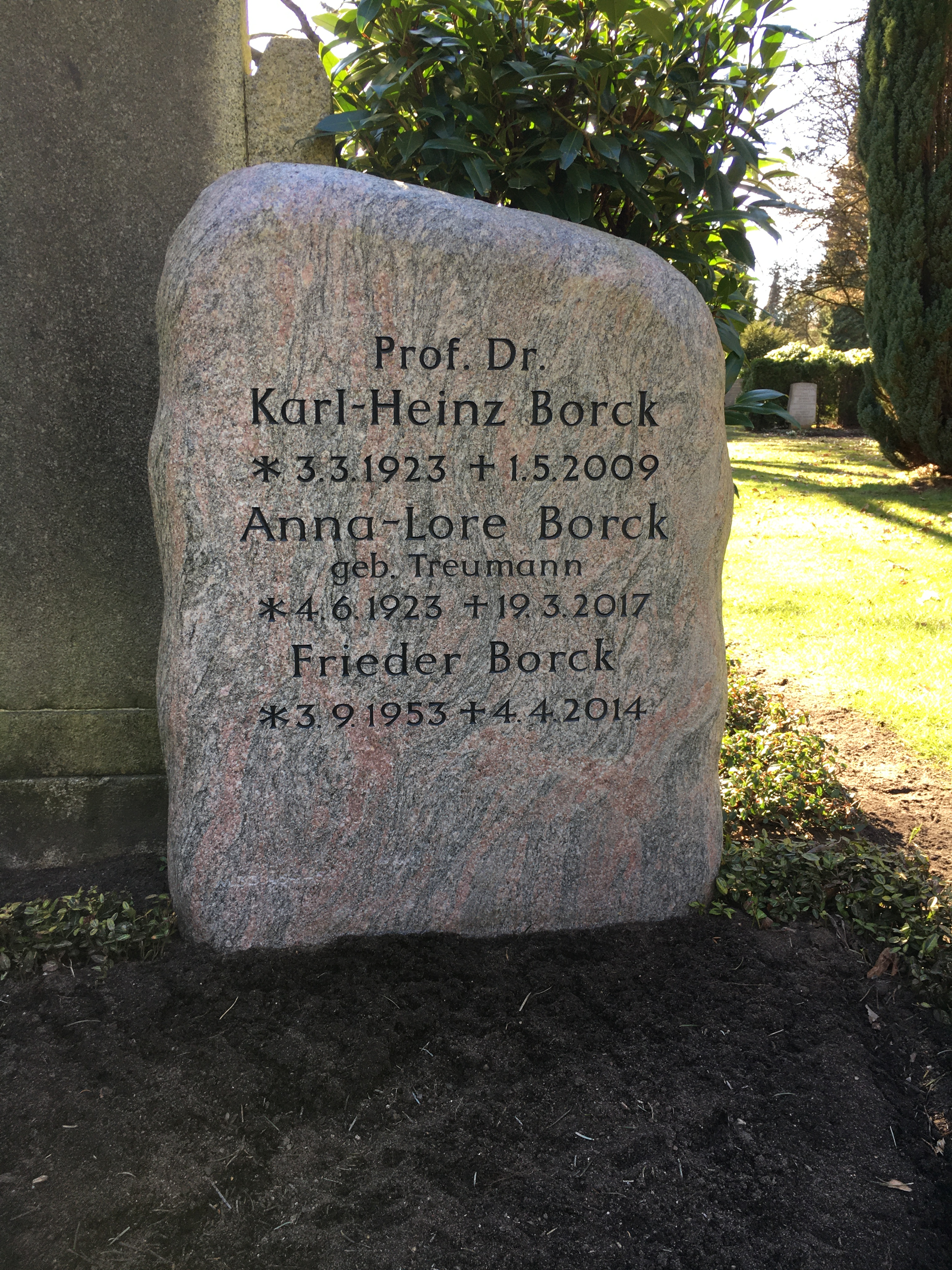
Grabstätte auf dem Friedhof Ohlsdorf

Nach der Promotion bei Jost Trier in Münster am 26. Januar 1951 (Der Tanz zu Kölbigk. Überliefergeschichtliche und dichtungsgeschichtliche Bedeutung) und der Habilitation 1959 dort (Wolframs Lieder. Philologische Untersuchungen) lehrte er von 1962 bis 1983 als ordentlicher Professor für Deutsche Philologie an der Universität Hamburg.
Karl Heinz Borck verstarb im Alter von 86 Jahren und wurde auf dem Hamburger Friedhof Ohlsdorf beigesetzt. Die Grabstätte im Planquadrat M 33 liegt südöstlich von Kapelle 10.

## Schriften (Auswahl)
- als Herausgeber mit Benno von Wiese: Festschrift für Jost Trier. Zu seinem 60. Geburtstag am 15. Dezember 1954. Meisenheim 1954, OCLC 86010844.
- als Herausgeber mit William Foerste: Festschrift für Jost Trier zum 70. Geburtstag. Köln 1964, OCLC 879093043.
- als Herausgeber mit Rudolf Henss: Der Berliner Germanistentag 1968. Vorträge und Berichte. Heidelberg 1970, OCLC 974159912.